# Rhegmatophila ricchelloi
Rhegmatophila ricchelloi là một loài bướm đêm thuộc họ Notodontidae. Nó được tìm thấy ở Sardinia.
Sải cánh dài khoảng 17 mm. Con trưởng thành bay vào tháng 7.
Ấu trùng ăn Prunus spinosa và Quercus ilex.